# Communauté de communes du Pays de Matha
Die Communauté de communes du Pays de Matha ist ein ehemaliger französischer Gemeindeverband (Communauté de communes) im Département Charente-Maritime und der Region Poitou-Charentes. Er wurde am 28. Dezember 1993 gegründet und am 1. Januar 2014 mit anderen Gemeindeverbänden zur Communauté de communes des Vals de Saintonge fusioniert.

## Mitglieder
Die Mitglieder der Communauté sind die 25 Gemeinden des Kantons Matha:
- Bagnizeau
- Ballans
- Bazauges
- Beauvais-sur-Matha
- Blanzac-lès-Matha
- Bresdon
- Brie-sous-Matha
- La Brousse
- Courcerac
- Cressé
- Gibourne
- Gourvillette
- Haimps
- Louzignac
- Macqueville
- Massac
- Matha
- Mons
- Neuvicq-le-Château
- Prignac
- Saint-Ouen-la-Thène
- Siecq
- Sonnac
- Thors
- Les Touches-de-Périgny

## Quelle
- Le SPLAF - (Website zur Bevölkerung und Verwaltungsgrenzen in Frankreich (frz.))